# Goguette de la Lice chansonnière

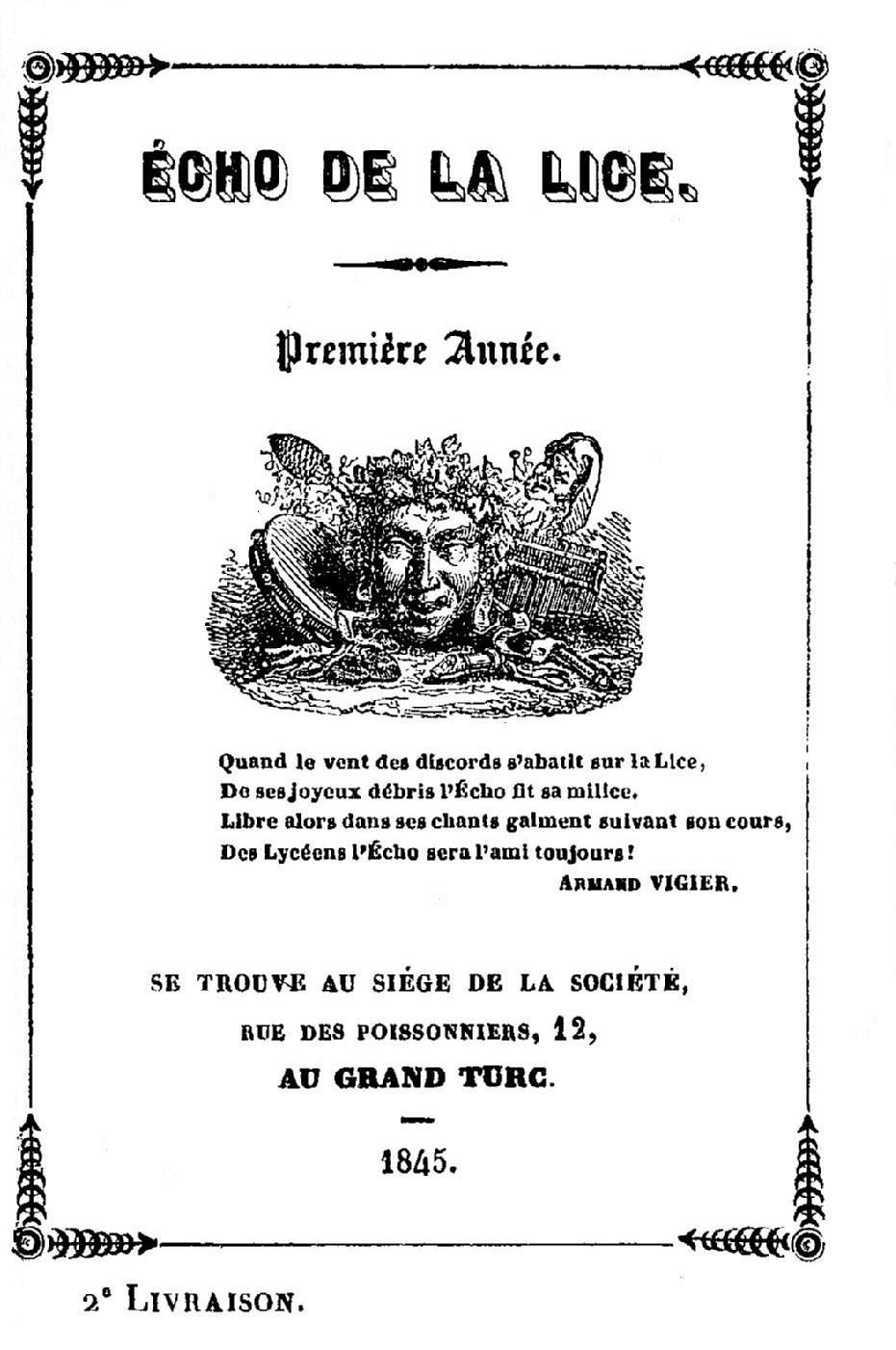
L’Écho de la Lice, première année, 2e livraison, 1845.

La Lice chansonnière est une des plus célèbres goguettes parisiennes. Ses membres portent le nom de licéens ou lycéens. Créée en 1831, son existence dure 136 ans. Elle disparaît en 1967. Dans son héritage sont toujours connues deux célèbres chansons française : Ma Normandie de Frédéric Bérat et L'Internationale d'Eugène Pottier. 

## Histoire

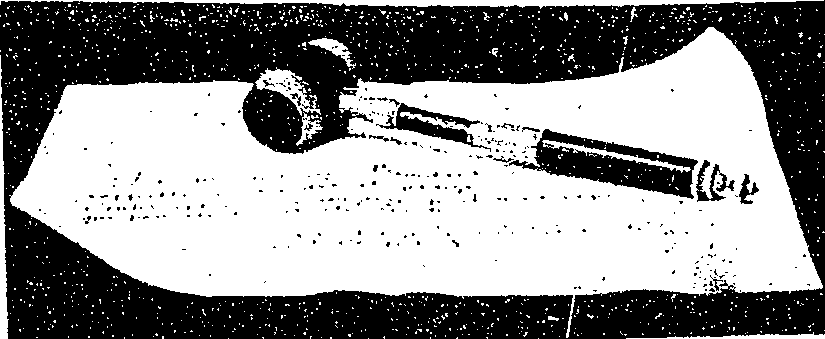
Le marteau du président de la goguette de la Lice chansonnière.

Au départ, la Lice chansonnière devait être fondée par deux goguettiers : Charles Le Page et Émile Debraux. La mort prématurée de ce dernier, le 12 février 1831 dans sa 35e année, modifie le projet. La Lice chansonnière est fondée en 1831 par Charles Le Page seul.
Au nombre de ceux qui se groupent avec lui à cette occasion, se trouve Louis Festeau, qui, dès cette année, remporte un premier prix dans cette société avec la chanson Le Défi, musique de l'auteur.
En 1832, le poète et chansonnier Édouard Hachin devient membre de la Lice chansonnière. Avec le temps, il en deviendra le plus ancien membre. Président d'honneur en 1878, il est toujours alerte et actif une dizaine d'années après. Et, octogénaire, il chante une chanson nouvelle à chaque banquet mensuel. Il meurt en mai 1891 après 59 ans de participation à la Lice chansonnière.
De 1832 à 1856, les tracasseries policières conduisent la Lice chansonnière à de nombreux déménagements forcés de son lieu de réunion. Ces déménagements inspirent en 1881 à Édouard Hachin une chanson comique : Voyages de la Lice.
Le règlement de la Lice chansonnière est édité en 1833. Le premier volume de ses chansons paraît en 1834. Ce qui explique qu'il est souvent écrit que la Lice chansonnière a été fondée « vers 1834 ».
La Lice chansonnière refuse l'adhésion des femmes, excepté en 1834 où elle intègre dans ses membres la poétesse Élisa Fleury. Eugène Baillet dans une biographie de la poétesse publiée en 1898 a fait le récit de son admission :
...En 1834 elle (Élisa Fleury) se présenta à la Lice chansonnière, une société littéraire et chantante qui venait de se former et comptait parmi ses membres les plus joyeux et les meilleurs chansonniers de ce temps.
Mais une femme, une seule, dans une société d'hommes ! Les sociétaires étaient fort embarrassés. Le règlement n'avait pas prévu ce cas. Mme Fleury vint un soir à une réunion et dit : « Messieurs, acceptez-moi, je suis un bon garçon et il n'y aura qu'un camarade de plus parmi vous. »
En 1835 est écrit et adopté le Chœur d'ouverture de la Lice chansonnière appelé couramment le Chant de la Lice, paroles de Blondel et Germain, musique de Blondel seul.
En 1836 au sein de la goguette est lancée la chanson Ma Normandie souvent évoquée aujourd'hui en France sous le nom de J'irai revoir ma Normandie. Elle est écrite et mise en musique par Frédéric Bérat. Laurent Quevilly écrit à propos de lui : « Il est un pur produit de la Lice chansonnière, fondée en 1834 par Charles Le Page, sorte d'académie populaire se réunissant chaque jeudi pour chanter en public. Sa devise : « Fumer, boire et chanter ». »
En 1842 la Lice chansonnière accueille dans ses membres le fameux goguettier lyonnais puis parisien François Barrillot.
En 1845 paraît une publication : L'Écho de la lice.
En 1846 la société lyrique des Templiers publie une chanson de Charles Gille et Christian Sailer : Nos démissions à la Lyce Chansonnière où les deux goguettiers rejettent la Lice chansonnière, l'accusant de manquer de générosité, sincérité et refuser l'adhésion des femmes.
En 1849, la Lice chansonnière reçoit la visite de Gustave Courbet.
En 1856, la Lice chansonnière voit se clore son cycle de déménagements forcés. Elle établit ses réunions dans l'établissement nommé Aux Vendanges de Bourgogne, 14 rue de Jessaint et y restera au moins vingt-cinq années.
En 1863, La Muse gauloise. Journal de la chanson par tous et pour tous est fondée par Imbert et Marchal. Elle indique au nombre de ses collaborateurs l'ensemble des membres du Caveau et du Dîner des Vendanges, nom porté à l'époque par la Lice chansonnière.-
La Lice chansonnière a donc changé de nom à cette époque. Par la suite elle a repris son nom d'origine, sous lequel on la retrouve à nouveau.
La goguette, à la suite de la mort d'Élisa Fleury survenue le 28 décembre 1862, annule son banquet de janvier 1863 en signe de deuil.
Le 15 avril 1863 les lycéens sont rassemblés à une soirée au bénéfice d'un des leurs : le poète, éditeur, chansonnier, goguettier et mécène des goguettes Charles Durand. Gravement malade, il meurt le lendemain. Il avait vécu et était mort pauvre, car il avait fait le choix de vendre ses éditions à des prix abordables pour les bourses modestes.
En février 1872 Henri Nadot crée à la Lice chansonnière sa chanson pacifiste Les canons.
Le 16 novembre 1874 à la cérémonie d'inauguration du monument funéraire du chansonnier Desforges de Vassens au cimetière du Père-Lachaise à Paris sont représentées la Lice chansonnière, le Caveau et les Sociétés chorales de Paris.
Vers 1876 le poète et chansonnier montmartrois Jules Jouy fréquente la Lice chansonnière.

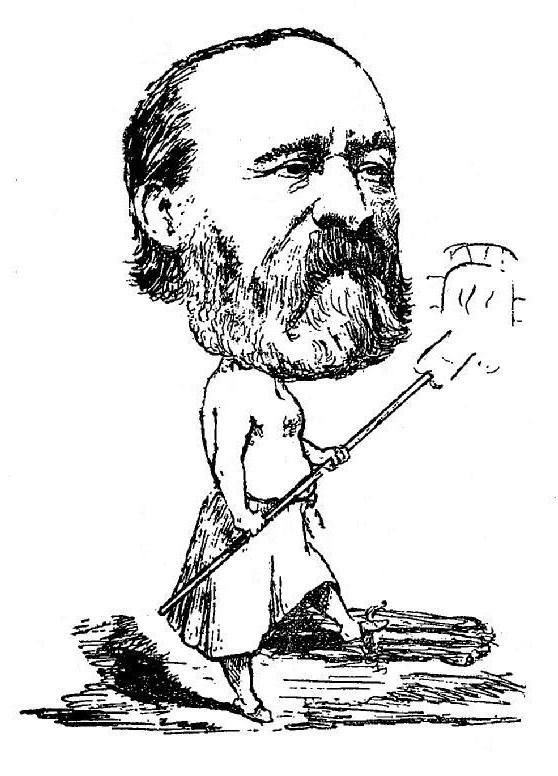
Ernest Chebroux : portrait-charge de Hippolyte Leboullenger, président de la Lice chansonnière en 1876.

Le 4 juillet 1878 il inaugure sa propre goguette : Le Rire gaulois. Elle est essentiellement composée de membres de la Lice chansonnière dont il est à présent adhérent.
En mai 1880 survient la brouille entre la revue La Chanson et la Lice chansonnière. Cette revue fait part de l'événement à ses lecteurs.
Par la suite La Chanson ne rend plus compte des activités de la Lice chansonnière.
À l'époque de la rupture entre la revue et la Lice chansonnière, La Chanson mène campagne pour rassembler les goguettes en les fédérant sous la bannière politique de la République. Vouloir créer un syndicat des goguettes avec une direction, réduire les fiers licéens à ne plus être qu'une fraction d'un groupe de sociétés et introduire une orientation politique précise et générale pour toutes les goguettes adhérentes sont les raisons très vraisemblables de cette brouille.
L'année suivante, le 6 avril 1881, la Lice chansonnière fête joyeusement son cinquantenaire avec un banquet de 143 couverts. Les convives sont tous masculins, chantent et improvisent des chansons. Eugène Baillet, qui préside, chante Le Rondeau de la Lice chansonnière qu'il a composé pour cette occasion. La fête est clôturée par une tombola.
Un journaliste du journal Le Temps, dans son compte-rendu de la fête relève que : « Les braves gens réunis hier ne sont point des auteurs vivant de leurs productions, mais simplement des amateurs que rassemble le plaisir de chanter. Le président est horloger, tel autre marchand drapier, tel autre un ouvrier aisé qui a quelques loisirs. »
Parmi ces chansonniers amateurs il mentionne un homme politique : « Leconte, député de l'Indre, rimeur intarissable ».
Au nombre des distractions il y a ce soir-là le tour de marotte :
Pour faire honneur aux fondateurs de la Lice, on a chanté hier huit de leurs chansons. Puis a eu lieu ce qu'on appelle le tour de marotte. Un refrain est donné aux membres titulaires, et chacun d'eux, sans prévenir les autres, fait un couplet dessus.
En 1883 Eugène Pottier présente une chanson au concours de la Lice chansonnière et remporte la médaille d'argent.
Il retrouve à cette occasion le chansonnier Gustave Nadaud qui l'a croisé en 1848 et à qui il a alors fait une forte impression.
Grâce à ces retrouvailles une cinquantaine de chansons de l'auteur de l'Internationale sont publiées pour la première fois en 1884 et sauvées de l'oubli par Nadaud qui admire beaucoup le talent poétique de Pottier tout en étant très loin de partager ses opinions politiques.
Nadaud qui a financé l'impression du recueil de Pottier termine sa préface élogieuse par un distique :
La politique nous sépare
Et la chanson nous réunit.

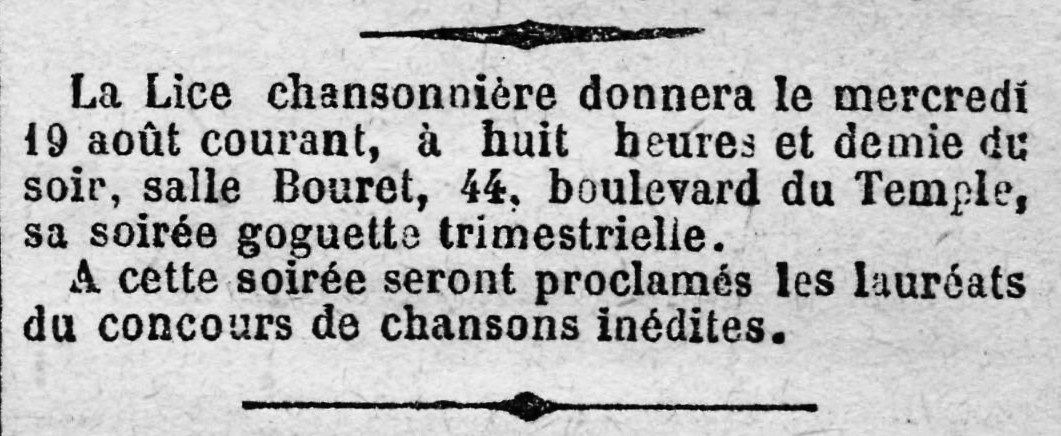
Le Rappel, 17 août 1885.

L'initiative de Nadaud en faveur de Pottier incite ses amis politiques à publier en 1887 ses Chants révolutionnaires avec une préface de Henri Rochefort.
Sans Nadaud et la Lice chansonnière, ni l'Internationale ni les autres œuvres de Pottier ne seraient connues.
La Lice chansonnière est elle-même l'objet d'une chanson du licéen Charles Vincent intitulée Ma rentrée à la Lice.

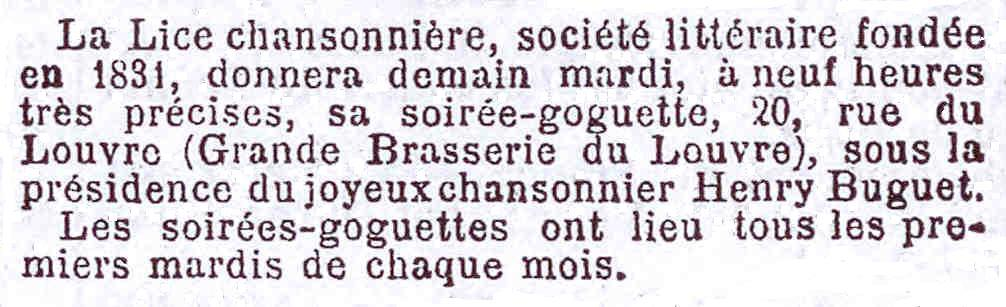
La Presse, 6 juin 1905.

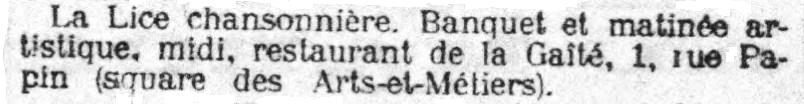
Le Petit Parisien, dimanche 7 février 1909.

Durant l'année 1893 la Lice chansonnière édite son propre périodique. Il est exclusivement réservé à ses membres et aux Visiteurs et porte le nom de La Lice chansonnière, sous-titré Société littéraire fondée en 1831.
Comme il apparaît dans un ouvrage publié en 1890 le règlement de la Lice chansonnière fait qu'elle a connu de nombreux présidents :
Eugène Baillet est membre titulaire de la Lice Chansonnière. – Il a été président de cette société chantante en 1880. La présidence ne dure qu'une année, et le président sortant n'est rééligible qu'à un an d'intervalle. C'est une façon de faire passer le pouvoir dans le plus de mains possible. La Lice est démocratique.
Ses activités sont rapportées dans la presse non seulement à Paris, mais aussi en province. Ainsi en 1893 le numéro de février de sa revue écrit :
La « Lice Chansonnière » remercie chaleureusement : l'Événement, Le Matin, le Jour, Paris, le Journal, le Temps, la Marseillaise, la Revue européenne, le Mot d'Ordre, l'Électeur républicain, les Petites Nouvelles, l'Alliance nationale, la Loire républicaine,, etc., etc., qui ont bien voulu constater, dans les termes les plus flatteurs et les plus élogieux, le succès de notre banquet du 1er février dernier.

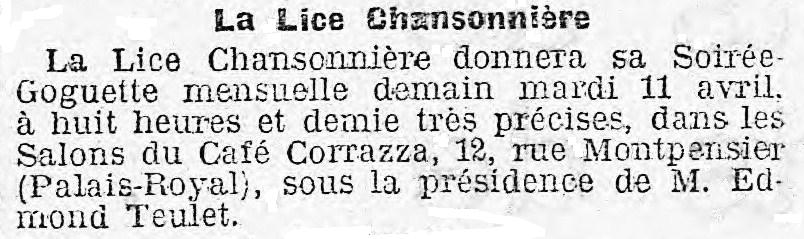
La Presse, 11 avril 1911.

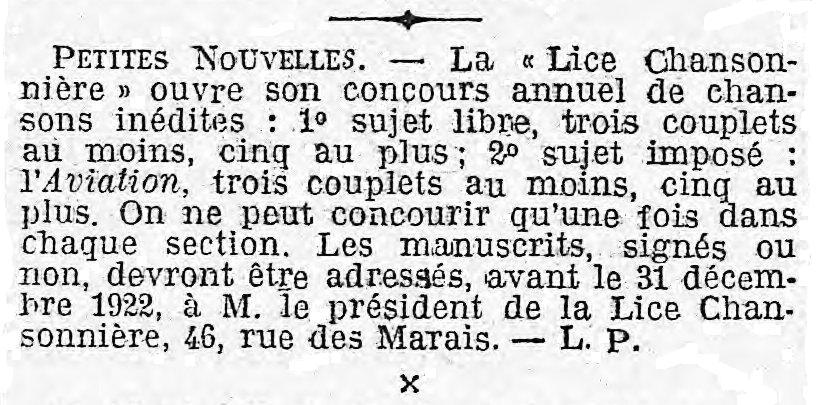
La Presse, 3 novembre 1922.

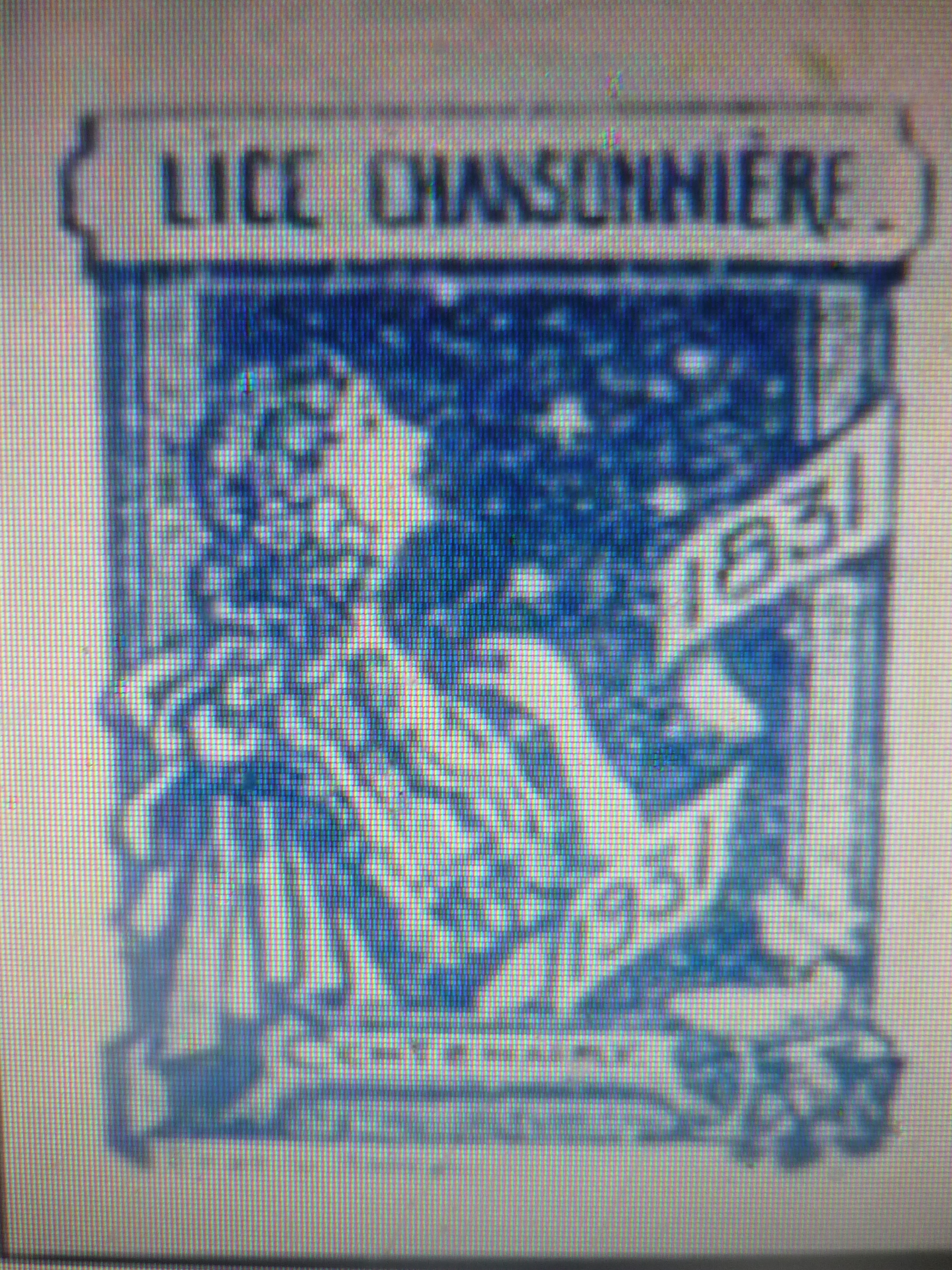
Ex-libris sorti en 1931 pour le centenaire de la Lice chansonnière.

Il existe des liens entre la Lice chansonnière et des sociétés chantantes dans les provinces. En 1879 le goguettier lillois Alexandre Desrousseaux auteur du célèbre P'tit Quinquin est fait membre d'honneur de la Lice chansonnière. En 1892 c'est Gustave Nadaud de la Lice chansonnière qui rédigera l'épitaphe du chansonnier lillois. En 1893 en hommage à la Lice chansonnière le Temple de la chanson de Saint-Étienne donne à sa revue le nom de La Lice chansonnière du Forez. En 1900 Le chansonnier et poète Ernest Chebroux est président de la Lice Chansonnière parisienne. Il figure également par ailleurs membre d'honneur du Temple de la chanson de Saint-Étienne et président d'honneur du Caveau Lyonnais.
Le 59e volume de la Lice chansonnière paraît en 1900.
La Lice chansonnière est toujours active 80 ans après sa fondation : La Presse du 11 avril 1911 publie une annonce de convocation à une de ses soirées,
.
Après l’interruption causée par la Grande Guerre elle reprend ses activités en 1920. En 1921, le poète Edmond Teulet est élu président.
À son concours annuel de chansons inédites, au côté du sujet libre figure en qualité de sujet imposé un thème résolument d'actualité : l'Aviation.
Le dimanche 1er février 1931, La Lice chansonnière célèbre son centième anniversaire par un banquet, comme elle l'avait déjà fait pour fêter son cinquantenaire en 1881. En 1932, un article du magazine Les Dimanches de la femme rapporte le déroulement détaillé, riche, animé et vivant d'une de ses réunions.
Edmond Teulet est à l'époque président de la Lice chansonnière depuis 1921, soit onze années. Ce qui indique peut-être de la difficulté pour renouveler les cadres de l'association.
La Lice chansonnière disparaît finalement en 1967 au bout de 136 ans d'existence.

## L'élitisme de la Lice chansonnière

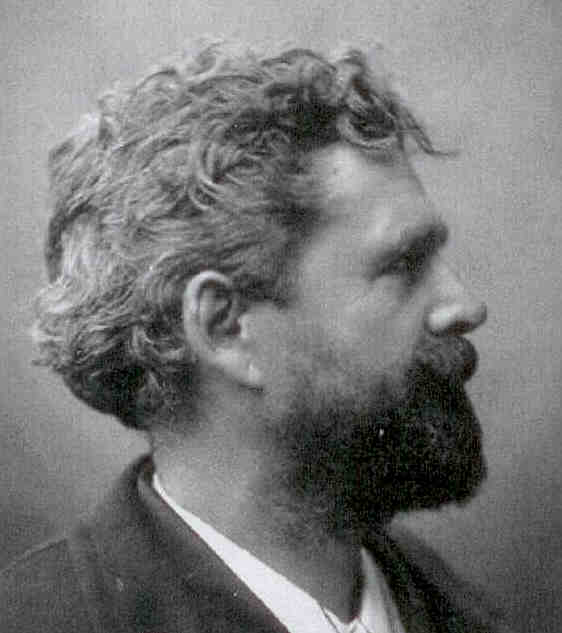
Ernest Chebroux

La Lice chansonnière paraît avoir pratiqué à partir d'un moment donné une sorte d'élitisme. Elle se présente alors comme en dehors et au-dessus des autres goguettes. En 1889 le licéen Henri Avenel cherchant à brosser un tableau du Paris chantant de l'époque établit une différence entre les « deux sociétés chantantes » : la Lice chansonnière et le Caveau d'une part et les centaines de goguettes d'autre part dont il ne donne aucun nom :
En résumé, il n'y a donc à Paris (en 1889) que deux sociétés chantantes : la Lice chansonnière et le Caveau.
Des goguettes nouvelles, nous n'en parlons pas, il y en a par centaines.
Pourtant les goguettes ne sont pas autre chose que des sociétés chantantes. Il semble apparaître ici qu'elles ne sont que des goguettes.
En 1893, La Lice chansonnière se donne en sous-titre dans sa revue interne Société littéraire ce qui est probablement une forme de différenciation supplémentaire d'avec les autres goguettes. Dans cette revue figurent en couverture les portraits photographiques des sociétaires.
La Lice chansonnière refuse dans ses rangs les femmes, une exception cependant étant faite au cours de son histoire pour Élisa Fleury.
Le licéen Ernest Chebroux compose le numéro 99 de la Revue La Plume qui paraît le 1er juin 1893. On y trouve avec une introduction d'Armand Sylvestre des œuvres de Fernand Fau, Francis Magnard, Armand Sylvestre, Ernest Chebroux, Panard, Désaugiers, Béranger, Émile Debraux, Frédéric Bérat, Charles Gille, Pierre Dupont, Charles Colmance, Léon Deschamps, Eugène Pottier, Charles Vincent. Ces auteurs parmi lesquels se trouvent des goguettiers fameux étant censés être les représentants de la chanson classique. Se présenter y compris soi-même comme classique témoigne bien d'une volonté élitiste. Elle n'a pas empêché la Lice chansonnière de sombrer dans l'oubli. En 2010 seuls des spécialistes, curieux ou historiens la connaissent encore.

## Présidents de la Lice chansonnière
- Paul Avenel (1893)
- Eugène Baillet (1880)
- Ernest Chebroux[10]
- Jules Échalié (1879)
- Hippolyte Leboullenger (1876)
- Henri Nadot[44]
- Charles Vincent (1878)
- Edmond Teulet (élu en 1921, toujours en exercice en 1932)

## Cinq textes sur la Lice chansonnière

### 1843: la Lice chansonnière vue parL’Écho lyrique

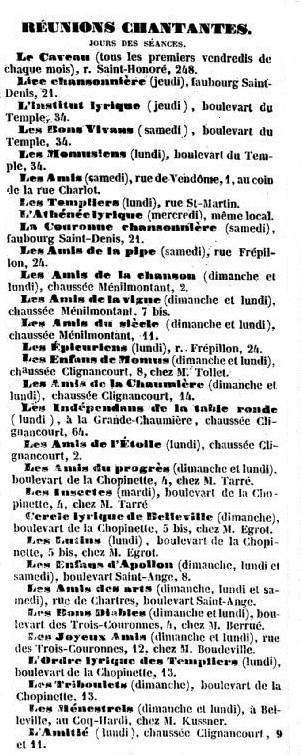
L'Écho lyrique, 27 août 1843, annonce les réunions de La Lice chansonnière.

L'Écho lyrique écrit :
La Lice chansonnière, au contraire (de l'Institut lyrique, une autre goguette), tout en occupant le rang distingué que lui a conquis le mérite incontestable du plus grand nombre de ses membres, est restée néanmoins le type original de la vieille goguette, l'ombre des Collé, des Panard, des Debraux y plane indubitablement ; aussi voyez comme du haut de l'Hélicon ils versent à pleines mains des trésors sur leur fille chérie ; le signal est donné :
Voici le punch qui bout et siffle dans la coupe,

Que la bande joyeuse autour du bol se groupe ;

En avant, les viveurs, usons bien nos beaux ans,

Faisons les lord Byron et les petits don Juans.
En avant les refrains bruyants et de frénétiques applaudissements, en avant les glous-glous et les tictocs que poétise une atmosphère nébuleuse et fantastique, vive un sol volcanisé qui menace d'engloutir le chanteur malencontreux ou le rimeur malappris, vive une mer en courroux sur laquelle un Iatus soulève d'effroyables tempêtes, car au milieu de tout cela il y a de la verve, de l'esprit, de l'entrain, presque du délire... on sent fondre sa vie dans un creuset ardent.
De nos jours Virgile ajouterait une églogue à ses bucoliques en faveur de l'Institut lyrique. Hoffmann léguerait à la postérité la physiologie de la Lice chansonnière.

### 1866: la Lice chansonnière vue par Théophile Marion Dumersan
Théophile Marion Dumersan écrit :
... entre les sociétés régulièrement constituées, formant académie, banquetant à jour fixe, et publiant leurs annales... c'est-à-dire leurs chansons ; entre ces sociétés, disons-nous, et les quatre ou cinq cents autres qui pullulaient à Paris, chantaient, ne publiaient rien et se désaltéraient avec du vin douteux, il y avait une distance incommensurable, presque tout un monde. Pour chanter et banqueter à la fois, comme le Caveau moderne ou le Gymnase lyrique, il fallait avoir du loisir et la bourse bien garnie. Faute de quoi le plus spirituel chansonnier était obligé de se taire ou de se rabattre sur les guinguettes. Cette lacune, un de nos plus spirituels chansonniers, Charles Lepage, entreprit de la combler en fondant, vers 1834, sous le nom de la Lice chansonnière, une sorte de société mixte.... avec le concours de plusieurs autres chansonniers qui avaient déjà acquis une certaine réputation, tels que Germain, Blondel, Perchelet, Chance, E. Dugas, E. Hachin, Jules Leroy. Au nombre des fondateurs de cette société était aussi Piton du Roqueray, qui en devint le président honoraire (...)
En créant la Lice chansonnière, ses fondateurs décidèrent que cette société se réunirait le jeudi de chaque semaine ; que les séances seraient publiques; que chaque membre de la réunion aurait le droit de chanter sa chanson, et que, chaque année, la société publierait le recueil des chansons produites par ses membres. On établit aussi des prix destinés aux auteurs des chansons qui seraient jugées les meilleures.
Grâce à ces sages dispositions des statuts de la Lice chansonnière, cette académie populaire devint promptement la plus célèbre de toutes ; les jeunes talents pouvant s'y produire sans difficulté, il en résulta une noble émulation qui fit merveille, et de cette pépinière de l'esprit sortirent bientôt de véritables talents qui acquirent en peu de temps une popularité immense. C'est là que firent en quelque sorte leurs premières armes Charles Gille, Charles Colmance, madame Élisa Fleury, Pierre Lachambeaudie, dont les chansons et surtout les fables sont dans la mémoire de tout le monde.
C'est de là que sont sorties :
C'est ma Lison, ma Lisette,

La grisette.
que toute la France a chantée, chante et chantera longtemps encore ;
dont on a tiré plus d'un million d'exemplaires, et qu'on réimprime encore tous les jours, et une quantité d'autres productions véritablement hors ligne, qui expliquent le succès obtenu par les treize volumes que la Lice chansonnière a publiés jusqu'à ce jour, et dont il ne reste plus un seul exemplaire complet dans le commerce de la librairie.
Mais ce n'est pas là seulement que l'on a chanté beaucoup et bien depuis 1834, témoin :
le Rocher de Saint-Malo, la Dot d'Auvergne, de mademoiselle Loïsa Puget, et un grand nombre d'autres chansons et romances qui ont fait les délices du peuple après avoir retenti dans tous les salons.

### 1894: la Lice chansonnière vue par Paul Avenel
Paul Avenel écrit :
Après les trois journées de 1830, il se fonda une nouvelle société chantante libérale et patriotique. Charles Le Page en fut le promoteur et l'appela la Lice chansonnière.
Aujourd'hui, elle est encore guidée par le même esprit. Elle diffère donc essentiellement du Caveau, qui est né sous la monarchie et qui est resté monarchique.
La Lice subit toutes les tracasseries de la police avec philosophie. Ne pouvant lutter victorieusement avec le pouvoir, elle fuyait à la façon des Parthes, tout en restant laborieuse, active et turbulente. On supprimait son banquet, elle changeait de lieu de réunion et se remettait à table.
En soixante ans, elle déménagea quinze fois; voilà pourquoi, étant née chez le traiteur Louche, renommé pour sa cuisine et son bon vin, en 1831, nous la retrouvons aux Vendanges de Bourgogne, rue de Jessaint, à la Chapelle, de 1856 à 1881, et que nous la voyons à présent, toujours chantant et toujours jeune d’esprit en 1894, chez le restaurateur Tavernier aîné, galerie de Valois, au Palais-Royal.
Les fervents disciples de la poésie légère qui s’étaient groupés autour de Charles Le Page pour la fondation de la Lice étaient Chanu, Piton du Roqueray, fils d'un avoué de Coutances, Festeau, Fosset, Blondel, Germain et Édouard Hachin, et tous ces couplettiers avaient un véritable talent de chansonniers.
Émile Debraux était le collaborateur et l'ami de Charles Le Page, mais il mourut quelques jours seulement avant la séance d'installation de la Lice. L'auteur de Fanfan la Tulipe aurait pourtant bien tenu sa place dans cette nouvelle association chansonnière.
(...)
Gustave Nadaud fut un membre assidu de la Lice chansonnière et du Caveau.
(...)
Parmi les licéens, comme ils s'appellent, qui ont fait partie de cette société chantante, nous nommerons : Charles Gille, Louis Festeau, Charles Colmance, Mahiet de La Chesneraye, Lachambeaudie, Desforges de Vassens, Charles Vincent, Antoine Clesse, Desrousseaux (de Lille), Gustave Nadaud, Raullot, Adrien Decourcelle, Lucien Cardoze, etc., etc.
La Lice publie chaque année un volume composé des chansons inédites que l'on chante à sa table.

### 1931: le centenaire de la Lice chansonnière
Le samedi 7 février 1931, l'hebdomadaire Ric et Rac célèbre le centenaire de la bien vivante Lice chansonnière, dans un article documenté qui accrédite au moins deux fables sur les goguettes : le caractère inévitablement politique de celles-ci et la participation assidue de Béranger aux séances de la Société du Caveau. Les membres de cette dernière sont également qualifiés ici par erreur de « professionnels », alors qu'à l'époque la chanson était une spécialité et n'était pas une profession. Les goguettiers exerçaient tous une profession en plus de leur activité chansonnière :
La Lice chansonnière.
La chanson est un genre très français qu'on a raison de remettre en honneur ! Approuvons ceux qui essayent de lui rendre un peu de sa vogue d'autrefois.
« Amis je viens d'avoir cent ans », a pu fredonner à cette occasion la Lice chansonnière, qui vient d'atteindre son siècle d'existence, et qui l'a fêté dimanche dernier en de joyeuses agapes. Cette aimable société lyrique s'attache à perpétuer la tradition des anciennes goguettes qui pullulèrent sous la Restauration. On appelait ainsi de petits groupements de chansonniers amateurs qui, le soir après le travail, se réunissaient au cabaret pour chanter, sur des airs connus leurs modestes élucubrations sentimentales, bachiques, grivoises et surtout politiques, car on y daubait fort le gouvernement... Ces goguettes portaient des noms pompeux ou humoristiques, les Amis de la gloire, les Bergers.de.Syracuse, les Enfants de la Lyre, les Grognards, les Braillards, les Gamins, les Frileux, les Infernaux, les Lapins, etc. Dans chaque, quartier de Paris on en comptait au' moins une douzaine, sans parler de la fameuse société du Caveau, qui, fondée en 1729 par l'épicier-poète Gallet avec Piron, Panard, Collé et Crébillon fils, monopolisait les « as » professionnels de la chanson, Béranger en tête.
Beaucoup plus jeune, la Lice chansonnière prit naissance au début de 1831. Elle eut pour pères trois chansonniers en renom, Charles Lepage, qui lui trouva son titre, Piton du Roqueray qui fut professeur, et le populaire Émile Debraux qu'une mort prématurée emporta à 33 ans, le 12 février 1831, sans lui laisser le temps d'assister seulement à la première séance de sa Lice chansonnière.
Émile Debraux est l'auteur de ces chansons à jamais célèbres qui, sous le règne des Bourbons, le firent emprisonner à Sainte-Pélagie pour avoir, glorifié Napoléon, « l'usurpateur » : Te souviens-tu ? écrite en 1817 :
Te souviens-tu ? disait un capitaine

Au vétéran qui mendiait son pain...

... Malgré les vents, malgré la terre et l'onde 

On vit flotter, après l'avoir vaincu,....

Notre étendard sur le berceau du monde :

Dis-moi soldat, dis-moi t'en souviens-tu ?
Puis la Colonne (1818), avec ce quatrain resté légendaire :
... De quelle gloire t'environne

Le tableau de tant de hauts faits.

Ah ! qu'on est fier d'être Français

Quand on regarde la Colonne !
Depuis sa création, la Lice chansonnière publia chaque année un recueil des meilleures œuvres de ses membres ; on y trouve les noms de Gustave Nadaud, Édouard Hachin, Jules Leroy, Chebroux, Avenel, Octave Pradels et Pierre Lachambeaudie, doux poète révolutionnaire de 1848, auteur d'une étonnante chanson intitulée « Ne criez plus ; A bas les communistes ! » dont nous citerons par curiosité le premier couplet :
Quoi ! désormais tout penseur est suspect !

Pourquoi ces cris et cette rage impie ?

N'avons-nous pas chacun notre utopie

Qui de chacun mérite le respect ?

Ah ! combattez vos penchants égoïstes

Par les élans de la fraternité

Au nom de l'ordre et de la liberté,

Ne criez plus : A bas les communistes !
Voilà de quoi réjouir le camarade Cachin.